# Breinig
Breinig ist ein Dorf im Münsterländchen und seit 1972 ein Stadtteil von Stolberg (Rhld.) in der Städteregion Aachen. Es liegt im Vennvorland in der Nordeifel. Die Einwohnerzahl beträgt 4.724 (Stand: 2017).

## Geographie
Zu Breinig gehören Breinigerberg und Breinigerheide. Breinigerberg zählt statistisch als eigener Stadtteil, während Breinigerheide (274,0 m ü. NHN) ein kleiner westlicher Ortsteil von Breinig ist. Die Höhenlage Breinigs ist ca. 280 m über dem Meeresspiegel. Nachbarorte sind Dorff und Büsbach im Norden, Breinigerberg im Osten, Vicht und Zweifall im Südosten, Venwegen im Süden und die Aachener Stadtteile Kornelimünster und Hahn im Westen.
Südlich von Breinig umfasst das Naturschutzgebiet Schomet einen ehemaligen Steinbruch. Bei Breinigerberg liegen die Naturschutzgebiete Schlangenberg (mit Informationszentrum) und Bärenstein mit Vorkommen der seltenen Galmeiflora, einem Schwermetallrasen mit dem Gelben Galmei-Veilchen als Leitart.

## Verkehr

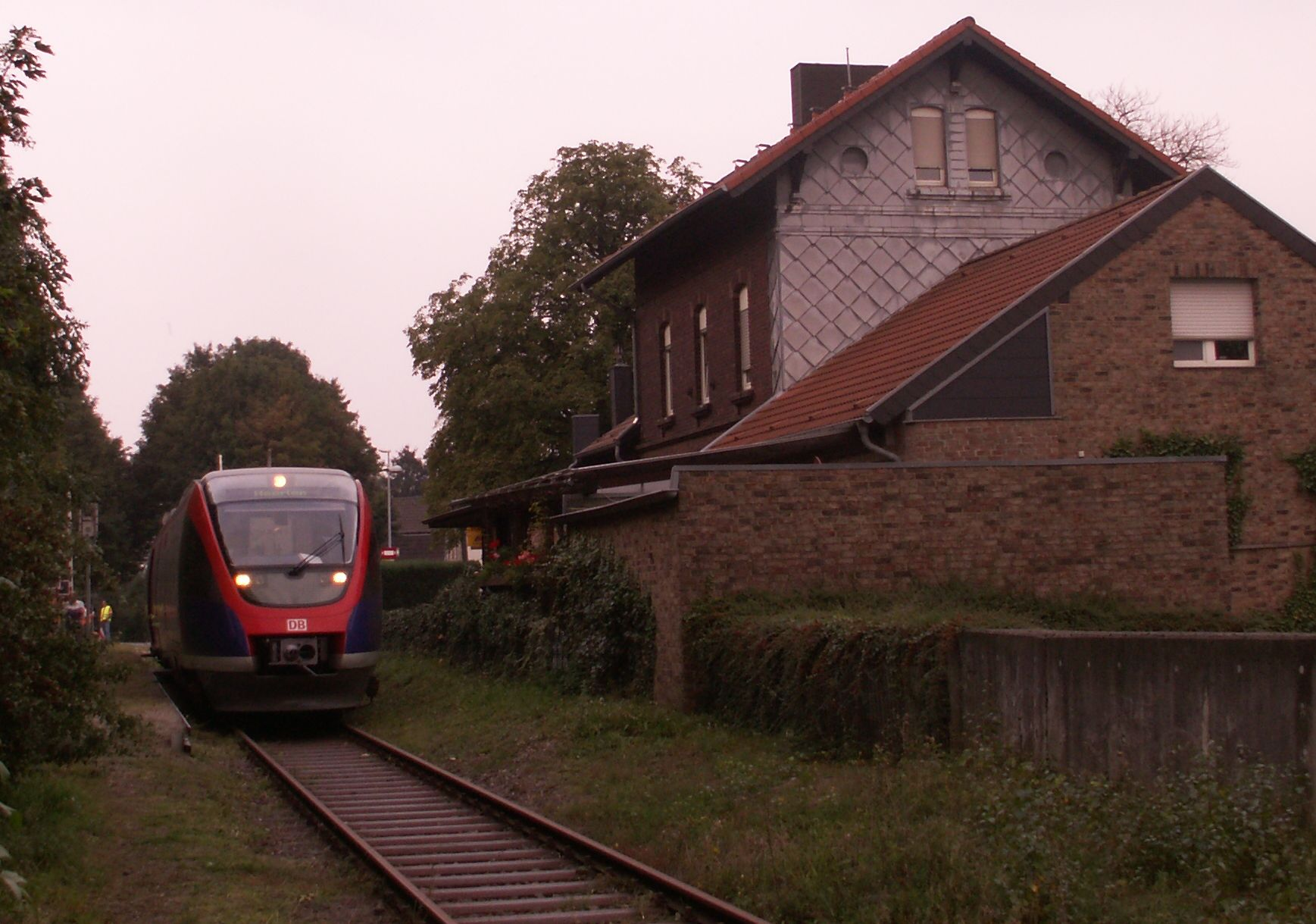
Euregiobahn im Bahnhof Breinig

Die AVV-Buslinien 15, 35, 42, und 61 der ASEAG binden Breinig in alle vier Himmelsrichtungen an das Aachener und Stolberger Stadtgebiet an. Während der Vollsperrung von Venwegen, bedient die Linie 46 die Haltestelle Breinig Entengasse. Zudem verkehrt während der Vollsperrung die Linie 61E und 61ALT und bedienen die Haltestelle Venwegen Süd.
| Linie | Betreiber | Verlauf |
| ----- | --------- | --- |
| 15    | ASEAG     | Elisenbrunnen – Aachen Bushof – Kaiserplatz – Josefskirche – Bf Rothe Erde – Forst – Brand – Krauthausen – Dorff – Breinig (– Breinigerberg – Vicht – Fleuth – Mausbach – Diepenlinchen)                                                                                                   |
| 35    | ASEAG     | Vaals Grenze – Vaalserquartier – Westfriedhof – Schanz – Elisenbrunnen – Aachen Bushof – Kaiserplatz – Bf Rothe Erde – Forst – Brand – Kornelimünster – Walheim – Hahn – Breinig |
| 42    | ASEAG     | (Schevenhütte →) Gressenich Kapelle – Krewinkel – Mausbach – Fleuth – / (Zweifall – Münsterau –) Vicht – Breinigerberg – Breinig – Dorff – Büsbach – Liester – Münsterbusch – Zinkhütter Hof – Stolberg Mühlener Bf – (Velau – Stolberg Hbf) / (Birkengang – Stolberg Hans-Böckler-Straße) |
| 46    | ASEAG     | Aachen Bushof – Bf Rothe Erde – Tierpark – Forster Linde – Lintert – Hitfeld – Oberforstbach – Schleckheim – Nütheim – Walheim – Hahn – Venwegen Abzweigung – Breinig Entengasse –Mulartshütte – Rott – Dreilägerbachtalsperre – Roetgen Post                                              |
| 61    | ASEAG     | Stolberg Mühlener Bf – Stolberg Altstadt – Binsfeldhammer – Bernardshammer – Breinigerberg – Breinig – Venwegen Abzweigung – Rott Königsberger Straße – Rott – Dreilägerbachtalsperre – Roetgen Post                                                                                       |
| 61    | ASEAG     | Venwegen Süd – Breinig Entengasse Richtung Breinigerheide – Breinigerheide – Breinig Entengasse Richtung Breinigerberg – Breinigerberg (nur samstags) |
| 61E   | ASEAG     | Breinig Entengasse – Venwegen Süd |
| 61ALT | ASEAG     | Breinig Entengasse – Venwegen Süd (Mo–Fr abends, Samstags morgen und abend und Sonntags) |

Mit dem Auto erreicht man die A 4 über die Anschlussstelle Eschweiler-West, die A 44 über die Anschlussstelle Aachen-Brand.
Der nächste Bahnhof ist Stolberg (Rheinland) Hauptbahnhof oder Stolberg-Altstadt für die Euregiobahn, deren Verlängerung auf der vorhandenen Strecke Stolberg–Walheim bis Breinig in Arbeit ist.
Seit 2019 wird daran gearbeitet, die RB20 (Euregiobahn) von Stolberg aus kommend mit Breinig zu verbinden. Dazu wurde u. a. das Rüstbach-Viadukt erneuert. Die Verkehrsaufnahme war frühestens für 2021 eingeplant.

## Geschichte
Die erste urkundliche Erwähnung datiert aus dem Jahr 1303, jedoch konnten Archäologen eine deutlich frühere Besiedlung in der Umgebung des Ortes nachweisen. Bereits in römischer Zeit wurde dort Erz abgebaut. Neben einer Reihe keltisch-römischer Häuser aus dem ortstypischen Blaustein wurden primitive Schmelzanlagen entdeckt. Eine römische Straße von Nordfrankreich über Belgien nach Gressenich, Düren und Köln berührte den Ort.
Seit 817 gehörte das Münsterländchen als Krongut zur Reichsabtei Kornelimünster. Breinig war neben Kornelimünster, Brand, Walheim und Büsbach eine der fünf „Hunschaften“ (Wehrbezirke) der Abtei. Ihre Lehnshöfe in Breinig waren der Hönier Hof (heute bei Venwegen), das Mannlehen „Im Steg“ auf der Breinigerheide und der „Hof auf der Heiden“ (Schützheide), der sich fast lückenlos bis zum Anfang des 15. Jahrhunderts zurückverfolgen lässt.
881 plünderten und brandschatzten Wikinger die Abtei und ihr Krongut. 1310 wurde sie unter Abt Reibaldus von Aachener Bürgern geplündert.
Während der Blütezeit der Kupfermeister in der frühen Neuzeit fand Breiniger Galmei in ihren Kupferhöfen Verwendung. Das brachte dem Ort einen bescheidenen Wohlstand. Zeitweilig arbeiteten bis zu 700 Erzarbeiter im Bereich des Schlangenberges (heute Naturschutzgebiet).

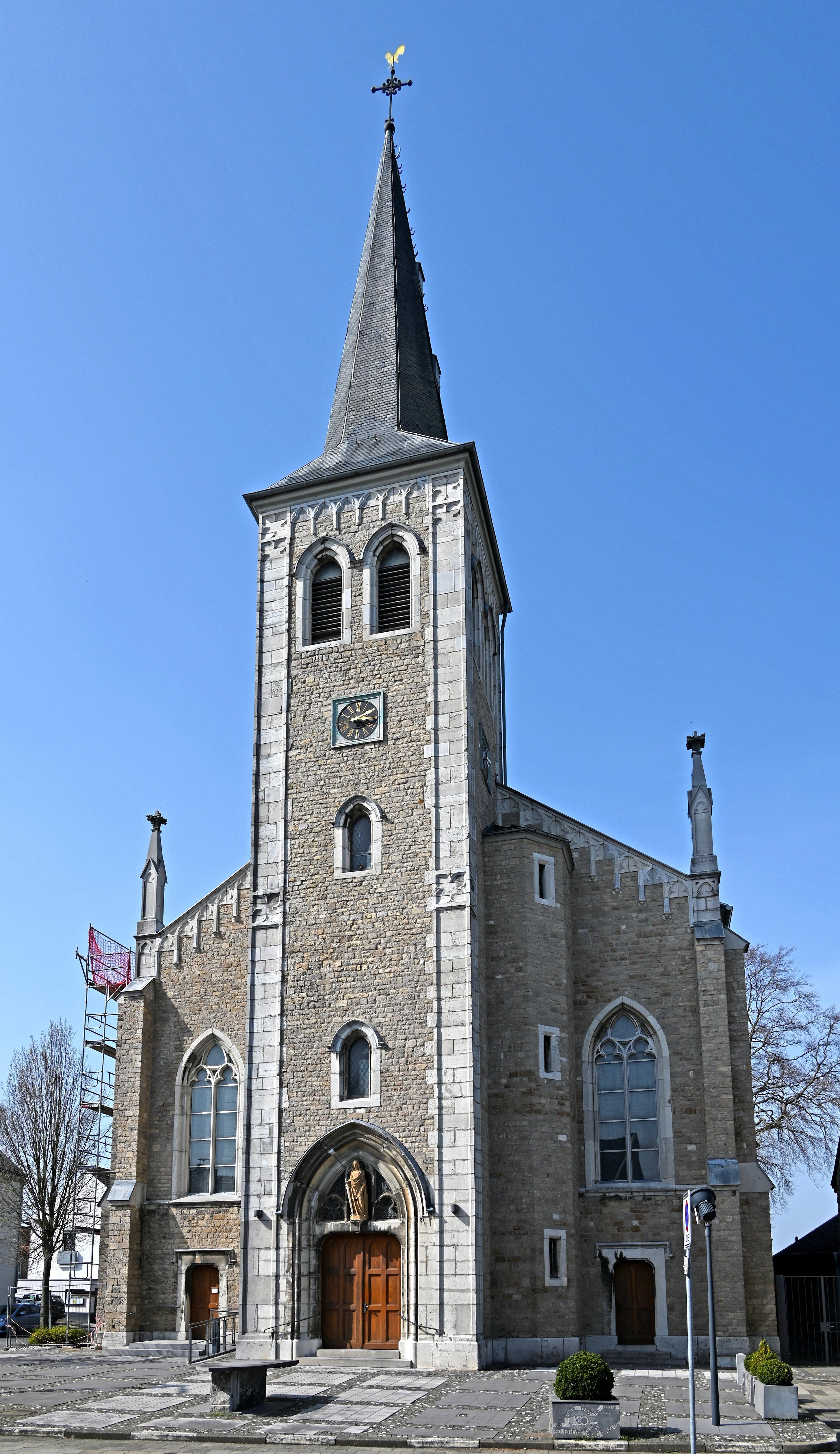
Barbarakirche

1648 wurde Breinig nach dem Dreißigjährigen Krieg geplündert. In den unruhigen Zeiten des kriegerischen 17. Jahrhunderts fungierten die Breiniger Schützen als eine Art Bürgerwehr. 1686 wurde das Bergrecht erlassen. Eine Kapelle St. Barbara wurde 1731 errichtet. Anfang des 19. Jahrhunderts wurde sie zur Pfarre erhoben und die heutige Kirche an der Stelle der Kapelle von 1852 bis 1858 errichtet. Am 18. Februar 1756 ließ ein starker Erdstoß viele Häuser einstürzen.
Im Jahre 1794 wurde von den Franzosen die abteiliche Verwaltung aufgehoben und Breinig eine sog. Agentur, die zum Kanton Burtscheidt innerhalb des Rur-Departements mit der Hauptstadt Aachen gehörte.
1815 kam Breinig zu Preußen und wurde Teil des Landkreises Aachen im Regierungsbezirk Aachen. Breinig kam zur Gemeinde Kornelimünster, zu der es bis zur Eingliederung in die Stadt Stolberg am 1. Januar 1972 im neuen Kreis Aachen gehörte. 1880 wurde die Bahnlinie Stolberg-Walheim durch Breinig gebaut und 1889 der Bahnhof Breinig, der heute unter Denkmalschutz steht. Bis 1922 wurde im Gebiet Breiniger Heide in der Erzgrube Cornelia Erz abgebaut. Viele Breiniger arbeiteten in den Blei- und Zinkhütten des Raums Eschweiler Stolberg.
Im Mai 1940, vor Beginn des Frankreichfeldzugs, wurden Wehrmachtsoldaten in und um Breinig einquartiert. Am 14. September 1944 rückten US-amerikanische Panzer in Breinig in den sogenannten „Stolberg-Korridor“ vor.
Aufgrund der Gemeindeordnung von 1946 erhielt Breinig einen eigenen Ortsbürgermeister, während die Verwaltung zentral in Kornelimünster verblieb.
1971 plädierte Breinig zusammen mit Kornelimünster, Mulartshütte, Roetgen, Venwegen und Walheim für die Bildung einer Gemeinde Münsterländchen. Aus siedlungsgeografischen Gründen, in erster Linie wegen der Siedlungsachse B 258, kam am 1. Januar 1972 durch das Aachen-Gesetz ein Teil der Gemeinde Kornelimünster (jetzt im Stadtbezirk Kornelimünster/Walheim) zu Aachen. Breinig, Venwegen und der Großteil des Kornelimünsteraner Gemeindegebiets wurden Stolberger Stadtteile, obwohl sie nicht zu dessen Nahversorgungsgebiet gehören. Dorff blieb bei Stolberg.

## Sehenswürdigkeiten

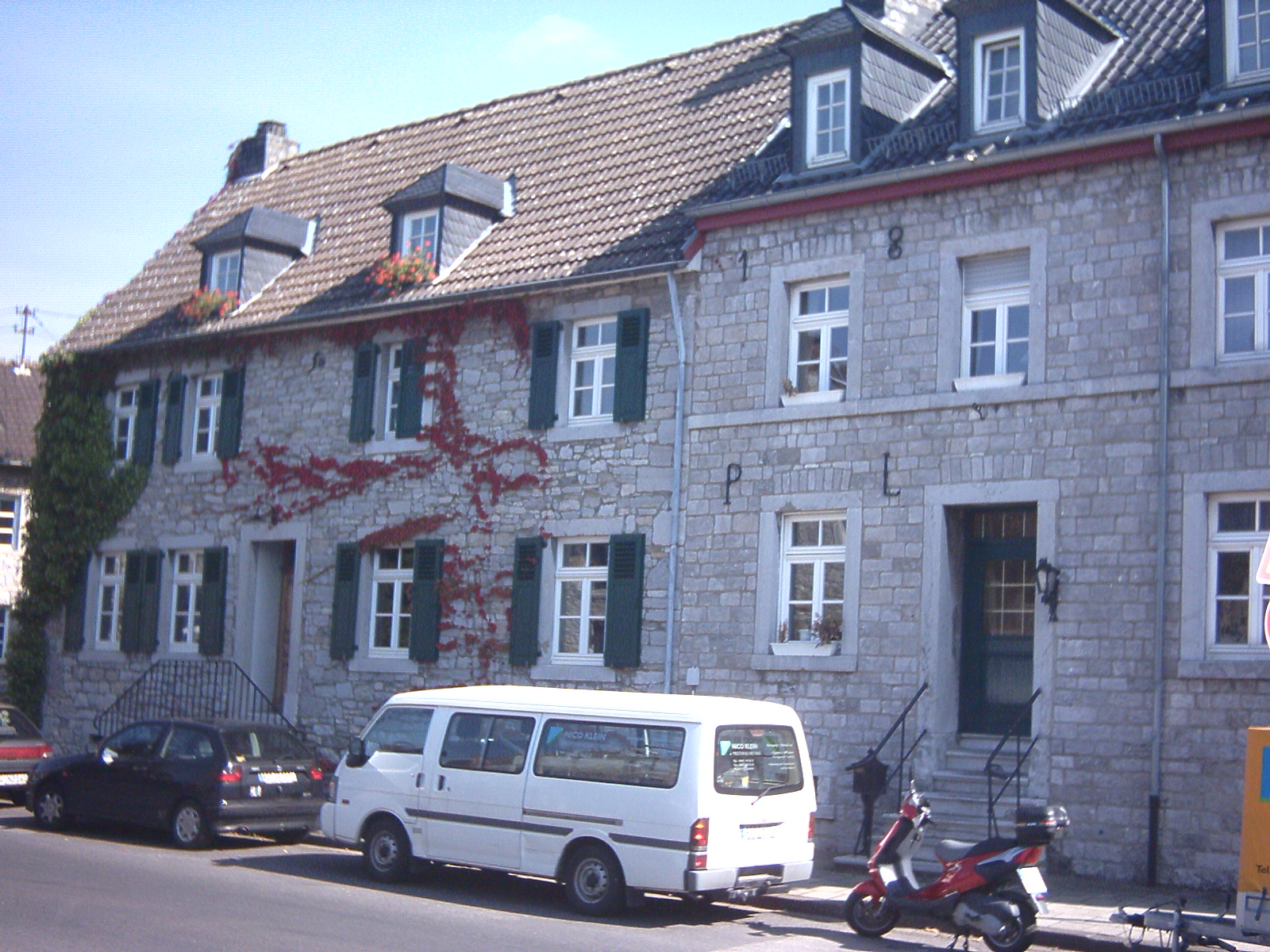
Alt-Breinig

Sehenswert ist der historische Ortskern Alt-Breinig, ein ganzer historischer Straßenzug um die um 1830 nach Plänen von Johann Peter Cremer im Nazarenerstil erbaute Pfarrkirche St. Barbara, mit Bruchsteinhäusern, der unter Denkmalschutz steht, sowie die alten Gutshöfe Gut Stockem und Gut Rochenhaus. Seit 1980 sind rund 90 Bauten im historischen Ortskern detailgetreu saniert worden. Breinig ist Mitglied im Arbeitskreis historischer Ortskerne NRW.
Die Plastik des im Ort beheimateten Künstlers Hermann Koch, die der „Eifel- und Heimatverein Breinig 1988“ an der Ecke Wilhelm-Pitz-Straße/Neustraße aufstellen ließ, vereint die Elemente des Breiniger Heimatbodens Stein, Blaustein, Erze, Galmei sowie die Symbole für Musik und Wilderei.
Ein Naturdenkmal ist eine Lindengruppe auf dem Friedhof an der Neustraße.
- Siehe auch: Liste der Baudenkmäler in Breinig.

## Breinig als Filmkulisse
Breinig diente mehrfach als Filmkulisse, so für folgende Filme:
- 2005 – Schimanski: Sünde
- 2015 – Liebe geht durch alle Zeiten – Smaragdgrün

## Sprachwissenschaft
Der Name des Ortes wandelte sich von Bredenych und Breidenich zu Breinig. Die Urform Britiniacum ist eine Mutmaßung der Heimatforscher Franz Duisberg und Willi Roeger auf Grundlage einer Betrachtung von Lautverschiebung und des Vergleichs mit anderen antiken Ortsnamen der Umgebung.

## Vereine
- Sportverein SV Breinig
- Schützenbruderschaft St. Sebastianus Breinig 1666 e. V.
- Turnerbund 1893 Breinig e. V.
- Eifel- und Heimatverein Breinig e. V.
- Trommler- und Pfeiferkorps Breinig 1922 e. V.
- DRK Bereitschaft Breinig
- KG Sündenböcke 1976
- DPSG Stamm Gallien Breinig/Dorff
- 1. Akkordeon-Orchester Breinig e. V.

## Persönlichkeiten
- Adolf Althoff (1913–1998), Zirkusdirektor
- Franz-Bernd Becker (* 1955), Maler und Schriftsteller
- Egidius Braun (1925–2022), DFB-Ehrenpräsident
- Win Braun (1955–2017), Maler
- Fritz Emonts (1920–2003), Pianist und Musikpädagoge
- Felix Kreusch (1904–1985), Architekt und Aachener Dombaumeister
- Hubert Krewinkel (1844–1898), Vorsitzender der SPD in Aachen und Umgebung während der Sozialistengesetze
- Wilhelm Pitz (1897–1973), Chorleiter, unter anderem 1951–71 bei den Bayreuther Festspielen
- Hartmut Ritzerfeld (1950–2024), Maler
- Emil Sorge (* 1957), Maler
- Dietmar Sous (* 1954), Schriftsteller
- Inge Stoll (1930–1958), Motorsportlerin